# Villers-le-Tourneur
Villers-le-Tourneur é uma comuna francesa na região administrativa de Grande Leste, no departamento das Ardenas. Estende-se por uma área de 7,85 km². Em 2010 a comuna tinha 195 habitantes (densidade: 24,8 hab./km²).